# Pycnopallene clauda
Pycnopallene clauda is een zeespin uit de familie Pycnogonidae. De soort behoort tot het geslacht Pycnopallene. Pycnopallene clauda werd in 1908 voor het eerst wetenschappelijk beschreven door Loman. 